# Ayelet Shaked
Ayelet Shaked, född 7 maj 1976, är en israelisk politiker, aktivist och dataingenjör. Hon är ledamot i Knesset för partiet Judiskt hem sedan 2013 och var justitieminister från 2015 till 2019. Shaked räknas som en av Israels mest aktiva och inflytelserika lagstiftare. Detta bland annat för att hon varit med och drivit igenom en lag som tvingar icke-statliga organisationer att redovisa donationer som kommer från utlandet, en ny omfattande lag mot terrorism, ett lagförslag som begränsar Högsta domstolens makt och en lag som tydliggör att Israel är det judiska folkets nationalstat.